# 澜沧荛花
澜沧荛花（学名：Laplacea delavayi）为山茶科南美大头茶属的植物，是中国的特有植物。分布于中国大陆的 云南省、四川省等地，生长于海拔2,000米至2,700米的地区，多生在林中、山坡灌丛、河边和河谷石灰岩山地，目前尚未由人工引种栽培。